# Ministerio de Educación Pública (Costa Rica)
El Ministerio de Educación Pública (MEP) de Costa Rica es el ministerio de gobierno encargado de administrar el sistema de educación pública del país. Sus funciones principales son las de ejecutar planes, programas y otras determinaciones que garanticen una educación general básica, pública y gratuita, coordinar las relaciones del Poder Ejecutivo con las instituciones nacionales de educación superior y otras instituciones internacionales, y coordinar e inspeccionar la educación que se imparte en los centros educativos privados.
Establecido el 22 de octubre de 1869 como la Secretaría de Instrucción Pública, está dirigido por un ministro, quien actúa como el principal responsable de la administración y organización de la institución y de la formulación de la política de educación nacional. Desde el 1 de mayo de 2022, el Ministerio es dirigido por Anna Katharina Müller Castro, quien fue nombrada por el actual presidente de la República, Rodrigo Chaves Robles, tras el cambio de gobierno.

## Historia

### Antecedentes
Entre el siglo XVI e inicios del siglo XIX, la presencia de centros educativos en Costa Rica era escasa. De entre las principales casas de enseñanza que se instauraron durante este lapso de tiempo, destaca la Casa de Enseñanza de Santo Tomás, fundada en 1814 por el obispo Nicolás García Jerez. Sin embargo, es a partir de mediados del siglo XIX que comienzan a surgir nuevos centros educativos en distintas localidades del país, por lo que surge la necesidad de crear un organismo centralizado que se encargara de asesorar al Gobierno en materia educativa y de administrar el sistema nacional de enseñanza.
La creación de una institución centralizada como tal se remonta al 4 de octubre de 1849, durante la primera presidencia de José María Castro Madriz, cuando se promulga el Reglamento Orgánico del Consejo de Instrucción Pública que crea dicho consejo y en el cual se establece que la administración de los centros educativos del país debería ser sostenida por el Gobierno, bajo el amparo del Consejo de Instrucción Pública, y las municipalidades.
El 22 de octubre de 1869, el presidente Jesús Jiménez Zamora emite el Decreto Ejecutivo n.° 69, Reglamento de Instrucción Pública, en el cual se estipula que el Poder Ejecutivo asumiría la enseñanza por medio del Ministerio de Instrucción Pública, pero se mantuvo que la inspección de las escuelas estaría a cargo de las municipalidades. Posteriormente, el 4 de agosto de 1880, se crea el Consejo de Enseñanza, que tuvo como función la inspección inmediata de la Instrucción pública.

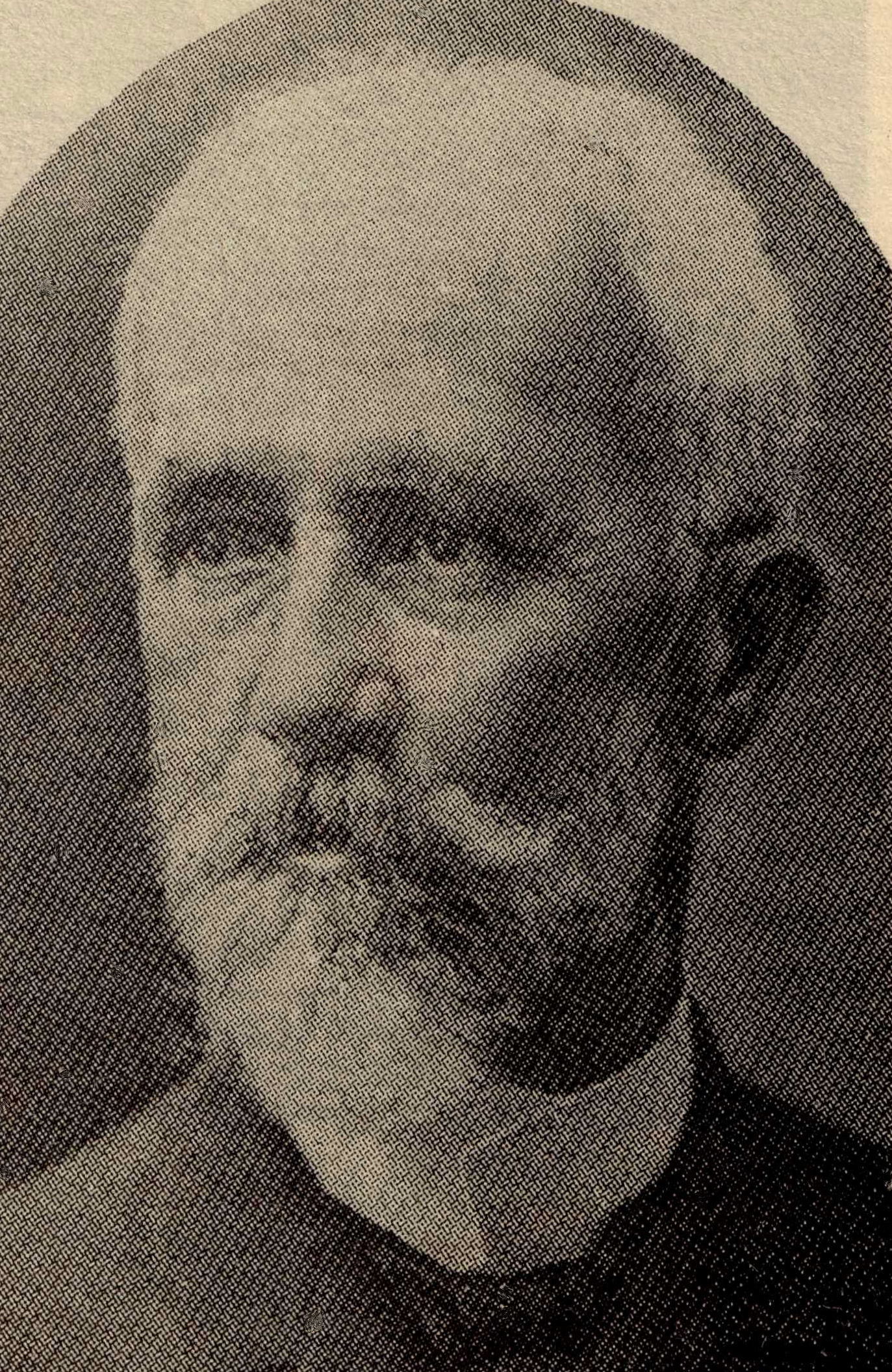
Mauro Fernández Acuña fue el responsable de la "Gran Reforma Educativa" de entre 1882 y 1889.

Durante las presidencias de Próspero Fernández Oreamuno y de Bernardo Soto Alfaro, el Ministerio de Instrucción Pública, a cargo de Mauro Fernández Acuña, ejecuta una serie de reformas importantes al sistema de educación costarricense. Para comenzar, el 12 de agosto de 1885 es promulgada la Ley Fundamental de Instrucción Pública, y el 26 de febrero de 1886 la Ley General de Educación Común. Mediante ambas políticas públicas se centraliza la educación en el Estado y se define todo lo relativo a la enseñanza primaria y a la división territorial del país en materia educativa. Asimismo, se crean varias instituciones de enseñanza como el Liceo de Costa Rica, en 1887, y el Colegio Superior de Señoritas, en 1888.
Durante la dictadura de los Hermanos Tinoco, entre 1917 y 1919, la cartera de instrucción pública se transforma en la Secretaría de Instrucción Pública, encabezada por Roberto Brenes Mesén. El 28 de noviembre de 1914, en la presidencia de Alfredo González Flores, se funda otra casa de enseñanza de importancia durante la primera mitad del siglo XX, la Escuela Normal de Heredia. En 1929 es aprobado el Código de Instrucción Pública, impulsado por el ministro de Instrucción Pública Joaquín García Monge. El 26 de agosto de 1940 se funda la Universidad de Costa Rica.

### Ministerio
El 8 de mayo de 1948, una vez que la Junta Fundadora de la Segunda República asume el ejercicio de gobierno de facto, la Secretaría de Instrucción Pública toma oficialmente el nombre de Ministerio de Educación Pública, y se nombra a Uladislao Gámez Solano como ministro. La Junta también promulga la actual Constitución Política de Costa Rica, en la cual se integra un capítulo destinado a la educación.
El 8 de octubre de 1951, mediante la según ley n.° 1362, se crea el Consejo Superior de Educación. Seguidamente, el 25 de septiembre de 1957, durante la presidencia de José María Figueres Ferrer, se crea la Ley Fundamental de Educación, n.° 2160, la cual incluyó considerandos muy importantes para el desarrollo educativo del país, como la educación como un proceso de formación integral del ser humano y de adaptación social, las relaciones que deben existir entre el régimen educativo y el progreso moral, intelectual, cívico y material del país.
En 1974, durante el gobierno de Daniel Oduber Quirós, se impulsa una serie de políticas educativas enfocadas en la educación de adultos, capacitación docente, y fortalecimiento y apertura de la educación de enseñanza superior. A partir de ello se crea la primera universidad privada del país, la Universidad Autónoma de Centroamérica. Asimismo, el Ministerio, con la colaboración de la Oficina de Planificación Nacional, subdivide al país en cuatro regiones administrativas educativas: Central, Chorotega, Brunca y Huetar. En 1980, durante la presidencia de Rodrigo Carazo Odio, se perfecciona esta división ampliándola a siete subregiones.
El 27 de febrero de 1981, mediante la ley n.° 6693, se crea el Consejo Nacional de Enseñanza Superior Universitaria Privada (CONESUP), y seguidamente, el 27 de noviembre de 1997, y mediante la Ley n.° 7658, se crea el Fondo Nacional de Becas (FONABE). Las funciones del Fondo Nacional de Becas fueron trasladadas al Instituto Mixto de Ayuda Social, en 2021, durante la presidencia de Carlos Alvarado Quesada.

## Funciones

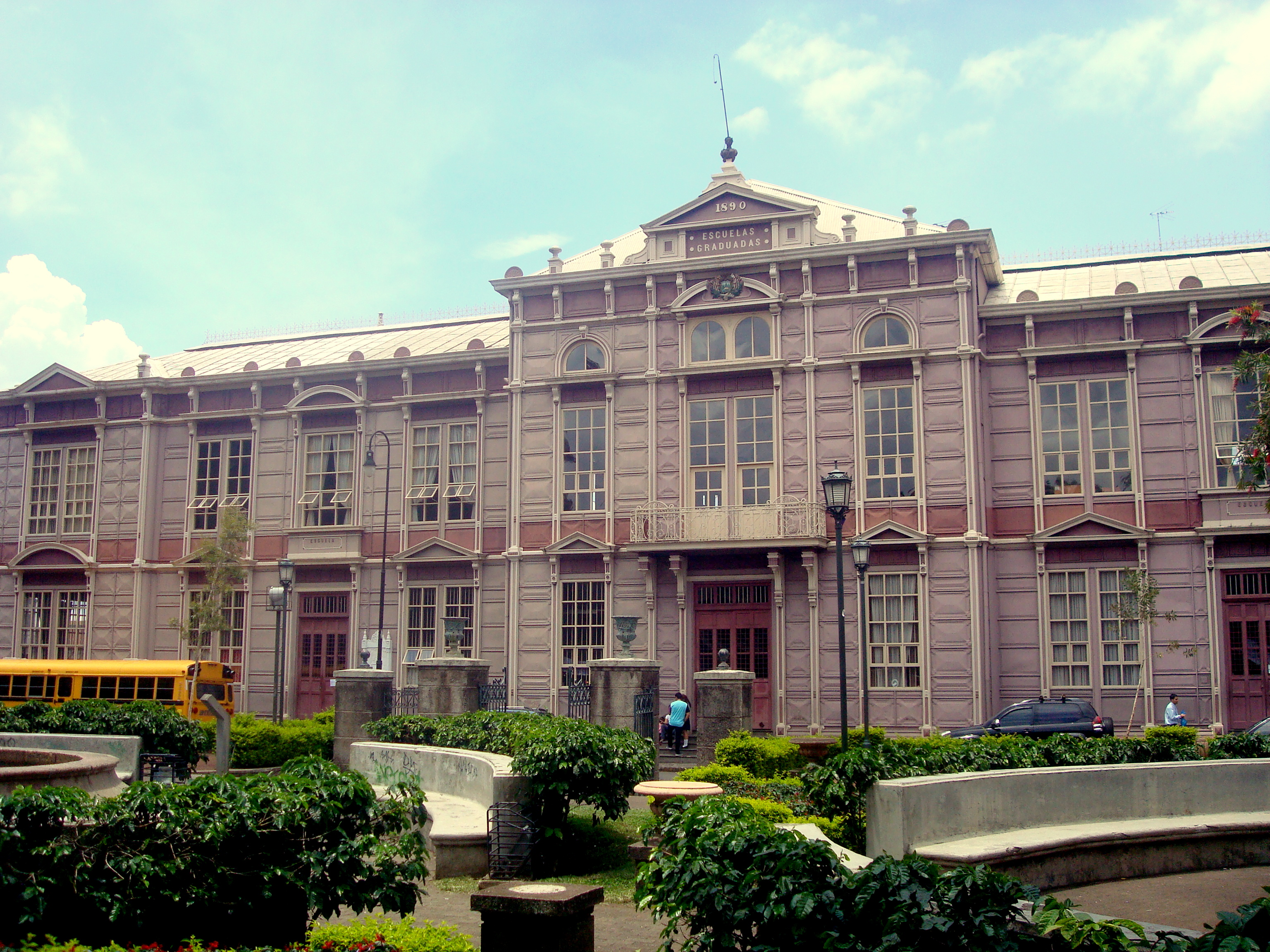
Escuela Buenaventura Corrales, en San José.

La principal función del Ministerio de Educación Pública es la de administrar y proveer de un sistema de educación pública al país, esto para cumplir con las disposiciones pertinentes del título VII de la Constitución Política de Costa Rica y de la Ley Fundamental de Educación, así como de las leyes conexas y de otros reglamentos correspondientes. El título VII de la Constitución Política establece que la educación preescolar, general básica, diversificada, técnica y adulta en el sistema público costarricense serán gratuitas y costeadas por el Estado, gasto que no será inferior al ocho por ciento anual del producto interno bruto (PIB). El Ministerio de Educación Pública, deberá facilitar el acceso a la tecnología a todos los niveles de la educación, así como el acceso a becas y otros auxilios, gestionar planes de estudio, administrar centros educativos y comedores escolares, y capacitar al personal docente y administrativo.
Entre otras de sus funciones, el Ministerio se encarga de ejecutar planes, políticas, programas y otras determinaciones que garanticen una educación general básica, pública y gratuita, coordinar las relaciones del Poder Ejecutivo con las instituciones nacionales de educación superior y otras instituciones internacionales, coordinar e inspeccionar la educación que se imparte en los centros educativos privados, ofrecer programas de formación profesional para el personal en servicio, entre otras.
Para la más eficaz ejecución y coordinación de las labores del ministerio, actuará de lado un consejo asesor administrativo, el Consejo Superior de Educación (CSE), organismo dependiente presidido por el ministro de la cartera e integrado por el oficial mayor y los directores de los departamentos del Ministerio, y es el cual conocerá los asuntos que el ministro le someta.

## Organización

### Ministro
El ministro es el titular superior de la cartera y quien actúa como el principal responsable de la organización y la formulación de la política de educación pública, así como de la inspección del sistema de educación pública y privada. Es el encargado de la dirección y organización del Ministerio y es nombrado por el presidente de la República mediante decreto ejecutivo. El ministro de la cartera es quien preside el Consejo Superior de Educación, y es por medio de él que se asesora a los departamentos del Ministerio en materia educativa y administrativa, así como al Gobierno de la República y los otros ministerios. Del 14 de noviembre de 2021 al 8 de mayo de 2022, el Ministerio fue dirigido por Steven González Cortés, quien fue nombrado por el entonces presidente de la República, Carlos Alvarado Quesada, tras la renuncia de la anterior ministra. A partir del 8 de mayo del 2022, el cargo de ministra de educación es ocupado por Anna Katharina Müller Castro, nombrada por el actual presidente de la República, Rodrigo Alberto de Jesús Chaves Robles
Entre otras de sus funciones, se encuentras las de nombrar y remover libremente, junto con el presidente, a los empleados y funcionarios que sirven cargos de confianza; representar al Ministerio ante otras instituciones y el exterior; aprobar, revocar, modificar o anular los actos de los directores de los organismos del Ministerio; entre otras. Al ministro le acompañaran en sus funciones los viceministros, así como un despacho de departamentos, ayudantes y asesores.

### Viceministerios
El presidente de la República podrá nombrar a varios viceministros quienes asumirán las funciones y atribuciones estipuladas en la Ley General de la Administración Pública, entre ellas la de reemplazar al ministro en su ausencia. Actualmente, el Ministerio de Educación Pública se compone por tres viceministerios.

#### Asuntos Académicos
El viceministro de Asuntos Académicos surgió en la presidencia de Miguel Ángel Rodríguez Echeverría, y se encarga de gestionar los asuntos relacionados con la calidad, participación estudiantil, orientación estudiantil y evaluación del sistema educativo. El cargo es ocupado actualmente por María Alexandra Ulate
- La Dirección de Gestión y Evaluación de la Calidad
  - Departamento de Evaluación Académica y Certificación
  - Departamento de Evaluación de la Calidad
- La Dirección de Vida Estudiantil
  - Departamento de Convivencia Estudiantil
  - Departamento de Participación Estudiantil
  - Departamento de Salud y Ambiente
  - Departamento de Orientación Educativa y Vocacional

- La Dirección de Desarrollo Curricular
  - Departamento de Educación de la Primera Infancia
  - Departamento de Educación I y II Ciclos
  - Departamento de Educación III Ciclo y Diversificada
  - Departamento de Educación de Personas Jóvenes y Adultos
  - Departamento de Evaluación de los Aprendizajes
  - Departamento de Apoyos Educativos para el Estudiantado con Discapacidad
  - Departamento de Evaluación Religiosa
  - Departamento de Educación Intercultural
- La Dirección de Educación Técnica y Capacidades Emprendedoras
  - Departamento de Especialidades Técnicas
  - Departamento de Gestión Empresarial y Educación Cooperativa
  - Departamento de Vinculación con la Empresa y la Comunidad
- La Dirección de Recursos Tecnológicos en Educación
  - Departamento de Investigación, Desarrollo e Implementación
  - Departamento de Producción y Gestión de Recursos Tecnológicos
  - Departamento de Documentación e Información Electrónica
  - Departamento de Bibliotecas Escolares y Centros de Recursos
- La Dirección de Educación Privada
  - Departamento de Análisis Técnico
  - Departamento de Fiscalización

#### Asuntos Administrativos
El viceministro de Asuntos Académicos surgió en la presidencia de Miguel Ángel Rodríguez Echeverría, y se encarga de gestionar los asuntos relacionados con la administración, finanzas, mantenimiento de la infraestructura educativa, recursos humanos y transporte. El cargo tras la renuncia del anterior viceministro y su despacho se compone por las siguientes direcciones y departamentos:
- La Dirección de Recursos Humanos
  - Departamento de Servicios Médicos
  - Departamento de Promoción del Recurso Humano
  - Departamento de Gestión de Trámites y Servicios
  - Departamento de Remuneraciones
  - Departamento de Gestión Disciplinaria
  - Departamento de Asignación del Recurso Humano
- La Dirección de Infraestructura Educativa
  - Departamento de Programación y Seguimiento
  - Departamento de Procesos y Soporte
  - Departamento de Desarrollo de Obra
  - Departamento de Mantenimiento

- La Dirección de Programas de Equidad
  - Departamento de Planificación y Evaluación de Impacto
  - Departamento de Supervisión y Control
  - Departamento de Alimentación y Nutrición
  - Departamento de Transporte Estudiantil
- La Dirección de Informática de Gestión
  - Departamento de Gestión y Control Informático
  - Departamento de Soporte Técnico
  - Departamento de Sistemas de Información
  - Departamento de Bases de Datos y Seguridad
  - Departamento de Redes y Telecomunicaciones
  - Departamento de Adquisición Tecnológica
- La Dirección de Servicios Generales
  - Departamento de Transporte
  - Departamento de Administración de Edificios
  - Departamento de Servicios Públicos

#### Planificación y Coordinación Institucional
El viceministro de Asuntos Académicos surgió el 7 de febrero de 2011, en la presidencia de Laura Chinchilla Miranda, y se encarga de la administración de las Direcciones Regionales de Educación. El cargo es ocupado actualmente por Paula Villalta Olivares y su despacho se compone por las siguientes direcciones y departamentos:
- La Dirección de Gestión y Desarrollo Regional
  - Departamento de Gestión Administrativa Regional
  - Departamento de Desarrollo Organizacional
  - Departamento de Supervisión Educativa
  - Departamento de Gestión de Juntas
- La Dirección de Proveeduría Institucional
  - Departamento de Planificación y Programación de Adquisiciones
  - Departamento de Contratación Administrativa
  - Departamento de Administración de Bienes
  - Departamento de Fiscalización de la Ejecución Contractual

- La Dirección Financiera
  - Departamento de Control y Evaluación Presupuestaria
  - Departamento de Tesorería
  - Departamento de Contabilidad
  - Departamento de Desarrollo y Gestión Financiera
  - Departamento de Gestión de Transferencias
- La Dirección de Planificación Institucional
  - Departamento de Análisis Estadístico
  - Departamento de Formulación Presupuestaria
  - Departamento de Programación y Evaluación
  - Departamento de Control Interno y Gestión del Riesgo
  - Departamento de Estudios e Investigación Educativa
  - Departamento de Desarrollo de Servicios Educativos

### Direcciones Regionales de Educación
Las Direcciones Regionales de Educación (DRE) constituyen la instancia representativa e integradora del sistema educativo a nivel regional, así como representan el vínculo formal entre el nivel central y las diferentes comunidades educativas del país. Cada provincia del país se divide en varias Direcciones Regionales, y cada una deberá atender a las comunidades educativas localizadas en la correspondiente jurisdicción territorial. Asimismo, se encargan de velar que los centros educativos implementen la política educativa establecida por el Consejo Superior de Educación, así como los lineamientos técnicos y administrativos dictados para tales efectos por las autoridades superiores del Ministerio de Educación Pública.